# De Dion-Bouton Type IF
Der De Dion-Bouton Type IF ist ein Pkw-Modell aus der Zeit zwischen den beiden Weltkriegen. Er gehört zur Baureihe der V8-Modelle des französischen Herstellers De Dion-Bouton.

## Beschreibung
Die nationale Behörde erteilte am 27. Mai 1921 die Zulassung. Der Typ wurde im Modelljahr 1922 in Frankreich und im Vereinigten Königreich angeboten. Vorgänger war der Type HG.
Der V8-Motor hat 70 mm Bohrung, 120 mm Hub und 3695 cm³ Hubraum. Er war damals in Frankreich mit 18 Cheval fiscal (Steuer-PS) eingestuft. Die Motorleistung ist mit 24,3 BHP angegeben, was etwa 24,3 PS sind. Wie so viele Fahrzeuge aus dieser Zeit hat es ein festes Fahrgestell, Frontmotor, Kardanantrieb und Hinterradantrieb. Das Getriebe hat vier Gänge.
Der Radstand beträgt 3465 mm und die Spurweite 1450 mm. Die Höchstgeschwindigkeit ist mit etwa 85 km/h angegeben.
Bekannt sind Aufbauten als Tourenwagen, Limousine, Landaulet und Pullman-Limousine.
Nachfolger wurde der Type IR.